# エフレン・バスケス
エフレン・バスケス・ロドリゲス（Efrén Vázquez Rodríguez、1986年9月2日 - ）は、スペイン・バスク州ビルバオ出身のオートバイレーサー。

## 経歴

### キャリア初期
4歳のときからレースを始める。11歳のときにはバスク地方のポケバイ選手権でチャンピオンとなった。2004年にはモビスター・ジュニアカップ（125cc）でシリーズ6位となり、アルベルト・プーチが主宰する若手ライダー育成プログラム、「MotoGPアカデミー」の一期生に選ばれて、2005年シーズンからはスペインロードレース選手権（CEV）125ccクラスに参戦を開始した。
参戦初年度は2度表彰台を経験し、シリーズランキング4位を記録した。翌2006年は鎖骨の骨折に苦しみ、シリーズ7位に終わった。2007年には成績は改善し、ステファン・ブラドル、スコット・レディングに次ぐシリーズランキング3位を記録した。

### ロードレース世界選手権
また2007年には成績不振のアルトゥーロ・ティゾンの代役として、ブルセンス・アプリリア・ジャーマニーチームからロードレース世界選手権250ccクラスに、第8戦イギリスGPから参戦を開始した。だがマシンへの順応に苦しみ、10戦して僅か1ポイントの獲得に終わった。
2008年にはブルセンス・アプリリアチームから、スコット・レディングをチームメイトに世界選手権125ccクラスに初参戦、31ポイントを獲得しシリーズランキング20位を記録した。また並行してスペイン選手権にも同チームから参戦し、4年目にして初のシリーズチャンピオンに輝いた。
2009年にはデルビのファクトリーチームに移籍し、ホアン・オリベとポル・エスパルガロをチームメイトに世界選手権への参戦を継続した。第3戦スペインGPで5位に入ったのがベストリザルトとなり、シリーズ14位を記録した。
2010年も同チームに残留（スポンサーの変更によりチーム名は「トゥエンティ・レーシング」に変更）、開幕戦カタールGPでは2位に入り、自身グランプリ初の表彰台を獲得した。その後も安定して上位でのフィニッシュを続け、第12戦サンマリノGPでは2度目の表彰台（3位）を獲得、年間ランキングでは5位に成績を伸ばした。
2011年シーズンは、前年度にチャンピオンのマルク・マルケスを輩出したアジョ・モータースポーツに移籍し、125cc最後のシーズンを迎える。

## 主なレース戦績

### スペインロードレース選手権（CEV）
（出典：）
| シーズン | クラス | バイク     | 出走 | 優勝 | 表彰台 | ポイント | シリーズ順位 |
| -------- | ------ | ---------- | ---- | ---- | ------ | -------- | ------------ |
| 2005年   | 125cc  | ホンダ     | 7    | 0    | 2      | 74       | 4位          |
| 2006年   | 125cc  | ホンダ     | 7    | 0    | 0      | 51       | 7位          |
| 2007年   | 125cc  | アプリリア | 7    | 0    | 3      | 92       | 3位          |
| 2008年   | 125cc  | アプリリア | 7    | 1    | 5      | 112      | 1位          |
| 合計     |        |            | 28   | 1    | 10     | 329      |              |

### ロードレース世界選手権
- 凡例
- ボールド体のレースはポールポジション、イタリック体のレースはファステストラップを記録。

| シーズン | クラス | バイク     | 1      | 2       | 3      | 4      | 5       | 6       | 7      | 8       | 9       | 10      | 11     | 12     | 13      | 14      | 15      | 16      | 17     | シリーズ順位 | ポイント |
| -------- | ------ | ---------- | ------ | ------- | ------ | ------ | ------- | ------- | ------ | ------- | ------- | ------- | ------ | ------ | ------- | ------- | ------- | ------- | ------ | ------------ | -------- |
| 2007年   | 250cc  | アプリリア | QAT    | SPA     | TUR    | CHN    | FRA     | ITA     | CAT    | GBR 16  | NED 18  | GER Ret | CZE 15 | SMR 16 | POR Ret | JPN Ret | AUS Ret | MAL Ret | VAL 18 | 29位         | 1        |
| 2008年   | 125cc  | アプリリア | QAT 9  | SPA Ret | POR 15 | CHN 10 | FRA Ret | ITA 18  | CAT 16 | GBR DNS | NED Ret | GER 15  | CZE 18 | SMR 11 | IND 20  | JPN 14  | AUS 11  | MAL DNS | VAL 12 | 20位         | 31       |
| 2009年   | 125cc  | デルビ     | QAT 17 | JPN 22  | SPA 5  | FRA 8  | ITA Ret | CAT Ret | NED 12 | GER 17  | GBR 9   | CZE 14  | IND 21 | SMR 12 | POR Ret | AUS 7   | MAL Ret | VAL 7   |        | 14位         | 54       |
| 2010年   | 125cc  | デルビ     | QAT 2  | SPA Ret | FRA 4  | ITA 5  | GBR 11  | NED Ret | CAT 5  | GER 8   | CZE Ret | IND 4   | SMR 3  | ARA 4  | JPN Ret | MAL 4   | AUS 4   | POR 8   | VAL 8  | 5位          | 152      |